# Fimbristylis inaguensis
Fimbristylis inaguensis är en halvgräsart som beskrevs av Nathaniel Lord Britton. Fimbristylis inaguensis ingår i släktet Fimbristylis och familjen halvgräs. Inga underarter finns listade i Catalogue of Life.